# Констанс Майер
Констанс Майер (на френски: Constance Mayer) е френска художничка, родена на 9 март 1775 г. в Шони, Пикардия, починала на 26 май 1821 г. в Париж.

## Биография
На 20-годишна възраст Констанс започва редовно да участва в изложенията на Парижкия салон, предимно с портрети и автопортрети. Пет години по-късно тя напуска дългогодишния си учител по рисуване, известния френски художник Жан-Батист Грьоз и става ученичка на Пиер-Пол Прюдон.
Констанс предоставя на новопридобитото семейство своето значително богатство, създава контакти със заможни клиенти, между тях например императрица Жозефин, така че Прюдон скоро се превръща в един от най-известните в своя жанр.
Констанс Маейр поставя собствената си творческа продуктивност в услуга на Прюдон, като рисува в неговия стил и с неговите теми: лирични портрети и емоционални алегорични композиции, напр. „Любовта съблазнява невинността“, „Наслада и разкаяние се редуват“ и др. И до днес класификацията на нейните произведения е затруднена, поради това, че често са се продавали като „истински Прюдон“, за да се получи по-висока цена.
Двойката запазва приличие, като не живее в общо жилище, но двамата имат съседни ателиета в Сорбоната и работят като „учител“ и „ученичка“. На 26 май 1821 г., сутринта в 11 часа 46-годишната художничка се сбогува особено сърдечно със своята ученичка Софи Дюпрат, след което си прерязва гърлото, докато няколко метра по-нататък, в съседно помещение нейният дългогодишен спътник в живота и известен френски художник Пиер Пол Прюдон работи над своя картина. С това самоубийство завършва последната глава от един любовен роман, който може да бъде озаглавен „Жената до него“. Какво води до фаталното решение на Констанс не може да се каже със сигурност, дали страх от бъдещето, тъй като Министерството на културата е обявило, че отнема ателиетата. Дали разочарованието от чаканото предложение за женитба, което така и не идвало, дали нарастващото усещане на Констанс за „потиснатия ѝ талант“ според Джърмейн Гриър.
След смъртта на Констанс Майер Прюдон силно тъжи за своята спътница. Той подготвя за Салона от 1822 г. ретроспективна изложба на творчеството ѝ и умира на следващата година, както се говори, от „разбито сърце“.

## Творчество
Най-известната картина на Констанс „Сънуване на щастието“ или „Мечтата за щастие“ (1819) е притежание на Лувъра. Картината показва може би личното виждане на Констанс за Щастието – млада жена и детенце спят блажено, потънали в Светлина, над тях бди мъжка фигура. Лодката на Живата са носи по блестящата вода, управлявана от една силна Фортуна и един гол Купидон. Голотата в живописта всъщност символизира чистота, целомъдрие.
- „Мечтата за щастие“ (1819)
- „Елиза Вояр“ (1811)
- „Софи Фани Лордон“ (1820)